# Cleome chrysantha
Cleome chrysantha là một loài thực vật có hoa trong họ Màng màng. Loài này được Decne. mô tả khoa học đầu tiên năm 1835.